# チャルチャン県
チャルチャン県（チャルチャンけん）は、中華人民共和国新疆ウイグル自治区バインゴリン・モンゴル自治州に位置する県。チェルチェンとも言う。

## 歴史
西域三十六国のひとつ、且末国（しょまつこく）があった。

## 行政区画
6鎮、7郷を管轄。
- 鎮：チェルチェン鎮（チェルチェン鎮、且末鎮）、オイヤイラク鎮（奥依亜依拉克鎮）、タティラン鎮（塔提譲鎮）、塔中鎮、アッチャン鎮（阿羌鎮）、アラル鎮（阿熱勒鎮）
- 郷：チョンキョル郷（瓊庫勒郷）、トグラクリク郷（托格拉克勒克郷）、バゲリク郷（巴格艾日克郷）、イェンギヨステン郷（英吾斯塘郷）、テケンデョン郷（阿克提坎墩郷）、コシサトマ郷（闊什薩特瑪郷）、コラムリク郷（庫拉木勒克郷）

## 交通
- チャルチャン空港
- G315国道
- タクラマカン砂漠公路・塔且支線

## 参照項目
- チャルチャン川